# Belegering van Novogeorgievsk
De belegering van Novogeorgievsk werd uitgevochten tijdens de Eerste Wereldoorlog van 10 tot 20 augustus 1915, nadat de Duitsers door de Russische verdediging braken tijdens het Gorlice-Tarnów-offensief en Warschau, de hoofdstad van Weichselland (Russisch-Polen) naderden.
De Russen besloten het fort van Novogeorgievsk (nu Modlin in Polen) aan de samenvloeiing van de Weichsel en de Narew te verdedigen. De verdediging was eerst beperkt, maar na de val van Warschau op 5 augustus was het garnizoen 90.000 man sterk. Het Duitse leger onder leiding van generaal Hans Hartwig von Beseler naderde de stad met 80.000 man, inclusief het spoorwegkanon dat in 1914 gebruikt werd om Antwerpen te veroveren, zes 400 mm houwitsers en negen 300 mm houwitsers.
De volledige omsingeling van Novogeorgievsk werd op 10 augustus voltooid en het bombardement, dat vooral op de noordoostelijke verdediging gericht was, begon enkele dagen later. De aanval werd een handje geholpen door de gevangenneming van de hoofdinspecteur van het fort, die gedetailleerde plannen op zak had. Na een zware beschieting vielen de Duitsers drie van de buitenste forten aan met 22 infanteriebataljons aan en veroverden twee van hen. De Russen werden gedwongen hun verdediging te verplaatsen naar de noordelijke oever van de Wisla. 
Zonder enig uitzicht op een ontzetting en de kwetsbaarheid van de binnenste forten (die het oudst waren) voor zware granaten, gaf het garnizoen zich tijdens de valavond van 20 augustus over, waarbij het 1.600 stuks artillerie en ongeveer 1.000.000 granaten verloor. De Duitsers doodden en namen 90.000 man gevangen, waaronder 30 generaals.

Stallupönen · Gumbinnen · Tannenberg · Lemberg · Kraśnik · 1st Mazurische Meren · Przemyśl · Wisła · Łódź · Karpaten · Bolimov · 2de Mazurische Meren · Gorlice-Tarnówoffensief · Grote Russische terugtrekking · Narotsjoffensief · Švenčionysoffensief · Broesilovoffensief · Kerenskioffensief · Operatie Albion · Operatie Faustschlag